# Happie nuts
Happie nuts (jap. ハピーナッツ) – japoński magazyn o modzie damskiej poświęcony subkulturze gyaru, a konkretnie stylowi onee gyaru. Magazyn jest prowadzony przez HJ i redagowany przez Taiyo Tosho.

## Historia
Jego poprzednikiem był magazyn o modzie damskiej dla młodzieży „Happie”, który w listopadzie 2004 roku został przemianowany na „Happie nuts”.
W 2005 roku ukazało się specjalne wydanie zatytułowane „Koakuma & nuts”, które dało początek miesięcznikowi Koakuma ageha. Następnie w 2006 roku wyszedł kolejny numer specjalny „Koakuma & nuts Vol. 2”.
Ponadto w 2008 roku wspólnie z „Koakuma ageha” wydano magazyn „mama nuts × ageha”, który w 2009 stał się miesięcznikiem „I LOVE mama”.
Magazyn został tymczasowo zawieszony po wydaniu z maja 2014, ale został wznowiony w lipcu 2015 roku.
W kwietniu 2016 „Happie nuts” został ponownie wycofany i powrócił w kwietniu 2020 roku, przesyłając filmy do YouTube ukazujące styl życia „onee gyaru”. Z kolei w październiku 2020 magazyn wrócił do druku i będzie ukazywać się dwa razy w roku latem i zimą.